# Air Anyir
Air Anyir is een bestuurslaag in het regentschap Banka van de provincie Bangka-Belitung, Indonesië. Air Anyir telt 1768 inwoners (volkstelling 2010).